# Säkert lyssnande

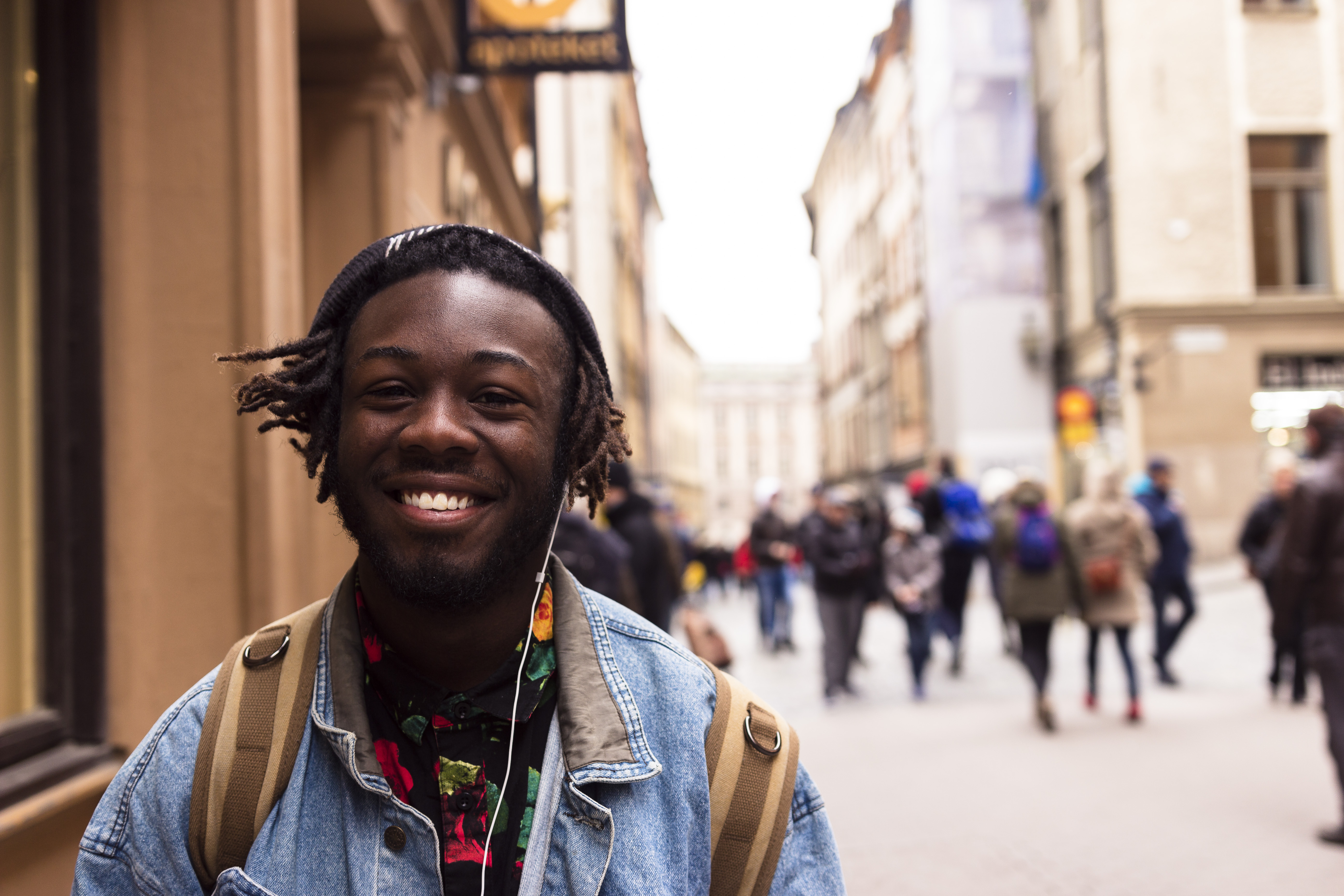
En man lyssnar via hörlurar.

Säkert lyssnande är ett ramverk för hälsofrämjande åtgärder för att säkerställa att ljudrelaterade fritidsaktiviteter (som konserter, nattklubbar och att lyssna på musik, radio- eller poddsändningar) inte utgör en risk för hörseln.

## Bakgrund
Medan forskning visar att upprepad exponering från alla starka ljud kan orsaka hörselstörningar och andra hälsoeffekter, handlar säkert lyssnande specifikt om frivilligt lyssnande genom personliga lyssningssystem (ex. hörlurar), personliga ljudförstärkningsprodukter (PLS), eller vid offentliga konserter och evenemang. Säkert lyssnande fokuserar på strategier för att förhindra negativa effekter, inklusive hörselnedsättning, tinnitus och hyperakusis. Även om ett säkert lyssnande inte behandlar exponering för oönskade ljud (som kallas för buller) – till exempel på jobbet eller från andra högljudda hobbyer – är det en viktig del för ett omfattande tillvägagångssätt för komplett hörselhälsa.
Risken för negativa hälsoeffekter från ljudexponering (oavsett om det är buller eller musik) avgörs främst av ljudets intensitet (ljudstyrka), ljudets varaktighet och hur ofta exponeringen sker. Dessa tre faktorer tillsammans utgör den totala ljudenerginivån som når en persons öron och kan användas för att beräkna en bullerdos, och har använts för att fastställa gränserna för bullerexponering på arbetsplatsen.
Både lagstadgade och andra rekommenderade gränsvärden för bullerexponering utvecklades från hörsel- och bullerdata som samlats in i yrkesmiljöer där man ofta utsätts för starka ljud, vilket kan vara i årtionden. Även om regler och rekommendationer varierar över världen, betraktar de flesta 85 decibel (dB A-vägd) i genomsnitt över åtta timmar per dag som den högsta säkra exponeringsnivån för en 40-årig livstidsexponering. Om styrkan ökar med 3 dB så halveras tillåten lyssningstid. Till exempel kan en ljudnivå på 100 dBA lyssnas på i endast 15 minuter varje dag på ett säkert sätt.
På grund av deras tillgänglighet har yrkesdata anpassats för att fastställa skaderiskkriterier för ljudexponering utanför arbetet. År 1974 rekommenderade US Environmental Protection Agency en 24-timmars exponeringsgräns på 70 dBA, med hänsyn tagen till avsaknaden av en "viloperiod" för öronen när exponeringarna är genomsnittliga över 24 timmar och kan inträffa varje dag på året (arbetsplats Exponeringsgränserna förutsätter 16 timmars tystnad mellan skift och två lediga dagar i veckan). År 1995 drog Världshälsoorganisationen (WHO) på liknande sätt slutsatsen att 24-timmars genomsnittsexponering vid eller under 70 dBA utgör en försumbar risk för hörselnedsättning under en livstid. Efter rapporter om hörselstörningar från att lyssna på musik, verkar ytterligare rekommendationer och insatser för att förhindra negativa effekter från ljudrelaterade fritidsaktiviteter vara nödvändiga.

## Folkhälsa och samhällsinsatser
WHO lanserade den 3 mars 2015 initiativet Make Listening Safe (Gör Lyssning Säkert)  som en del av firandet av världshörseldagen. Huvudmålet är att säkerställa att människor i alla åldrar kan njuta av att lyssna på musik och andra ljudmedier på ett sätt som inte skapar en hörselrisk. Bullerinducerad hörselnedsättning, hyperakusis och tinnitus har förknippats med frekvent användning vid hög volym av enheter som hörlurar, headset, och True Wireless Stereo-teknologier av alla slag.
Make Listening Safe syftar till att:
- öka medvetenheten om ett säkert lyssnande, särskilt bland den yngre befolkningen;
- lyfta fram fördelarna med säkert lyssnande till beslutsfattare, vårdpersonal, hörselskyddstillverkare, föräldrar och andra;
- främja utvecklingen och implementeringen av standarder som är tillämpliga på PLS och lokaler för att täcka säkra lyssningsfunktioner
- bli en databas för resurser med öppen tillgång och information om säkra lyssnarmetoder på minst sex språk (arabiska, kinesiska, engelska, franska, ryska och spanska).[26]

2019 publicerade Världshälsoorganisationen en verktygslåda för säkra lyssningsenheter och system som ger stöd för de föreslagna strategierna och identifierar åtgärder som regeringar, industripartners och det civila samhället kan vidta.
Den 1 november 2023 lanserade WHO en kampanj vid namn Make Listening Safe Campaign (MLSC) i Storbritannien som ett pilotprojekt för en strategi med syfte att uppmuntra implementering av säker lyssnarpraxis bland personer mellan tio och fyrtio år. MLSC UK kommer att genomföra ett upplägg bestående av korta kampanjer fokuserade på olika teman, som börjar med undvikbara risker bland hörlursanvändare. Den kommer att innehålla en elektronisk namninsamling som uppmanar regeringen att anta högre nivåer av standarder/föreskrifter för skydd av hörseln i linje med WHO/ International Telecommunication Unions (ITU) rekommendationer. Planen är att utvärdera insatsen och senare rulla ut den till dess övriga 193 medlemsländer. Det inkluderar ett lanseringsevenemang på plats, folkbildningsfokuserade kampanjer, policyförespråkande och samarbete med olika intressenter inklusive statliga organ, branschaktörer och vårdpersonal.

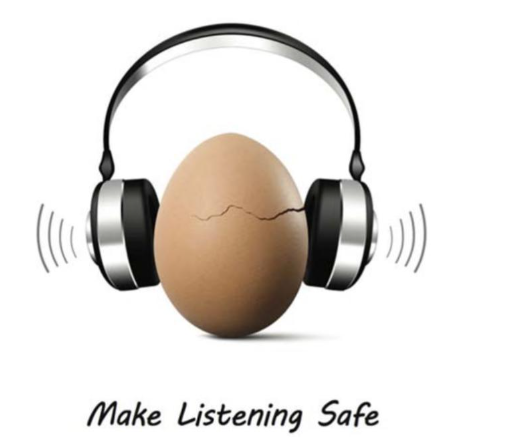
Logotyp för initiativet Make Listening Safe från Världshälsoorganisationen

Make Listening Safe främjar utvecklingen av funktioner i PLE för att öka användarnas medvetenhet om riskfylld lyssning. I detta sammanhang samarbetade WHO med ITU för att utveckla lämpliga exponeringsgränser som inkluderades i säkerhetsstandarderna "H.870" om "Riktlinjer för säkra lyssningsenheter/system." Experter inom områdena audiologi, otologi, folkhälsa, epidemiologi, akustik och ljudteknik, såväl som professionella organisationer, standardiseringsorganisationer, tillverkare och användare samarbetar vidare i detta arbete.
Initiativet Make Listening Safe omfattar även underhållningsplatser. Genomsnittliga ljudtrycksnivåer (SPL) på nattklubbar, barer, gym och livesportställen kan vara så hög som 112 dB (A-vägd); ljudnivåerna på popkonserter kan vara ännu högre. Frekvent exponering eller till och med kort exponering för mycket höga ljudtrycksnivåer som dessa kan vara skadligt. WHO granskade befintliga bullerregler för olika underhållningsplatser – inklusive klubbar, barer, konsertlokaler och sportarenor  i länder runt om i världen, och släppte en global standard för Safe Listening Venues and Events som en del av världshörseldagen 2022. Dessutom släpptes 2022:
- en mSafeListening- handbok[39], om hur man skapar ett säkert lyssningsprogram.
- en mediaverktygslåda för journalister som innehåller nyckelinformation och hur man pratar om säkert lyssnande.

Ett hörselskadepreventivt program vid namn "Hörselhälsa" har tagits fram av forskare vid Göteborgs Universitet som ämnar till att informera och utbilda deltagare om säkert lyssnande. Vidare syftar programmet att uppmuntra till förbättring av lyssningsbeteenden, såsom ökad användning av hörselskydd i riskfyllda miljöer, förändring av attityder till starka ljudnivåer och en ökad riskmedvetenhet.

## Interventioner för ljudkällor

### Personliga lyssningssystem (PLS)
Personliga lyssningssystem är bärbara enheter – vanligtvis en elektronisk spelare kopplad till hörlurar eller hörlurar – som är designade för att lyssna på olika medier, till exempel musik eller spel. Ljudnivån hos dessa system varierar kraftigt. Maximala utnivåer varierar beroende på specifika enheter och regionala regulatoriska krav. Vanligtvis kan användaren själv välja att begränsa volymen mellan 75 och 105 dB SPL. ITU och WHO rekommenderar att PLS programmeras med en övervakningsfunktion som anger ljudexponeringsgräns veckovis och som ger varningar när användare överskrider gränsen. Om användare uppmärksammar varningen kan de välja om de vill minska volymen eller inte. Om användaren inte uppmärksammar varningen kommer enheten automatiskt att minska volymen till en förutbestämd nivå (baserat på det valda läget, dvs. 80- eller 75 dBA). Genom att förmedla exponeringsinformation på ett sätt som lätt kan förstås av slutanvändarna syftar denna rekommendation till att göra det lättare för lyssnare att hantera sin exponering och undvika eventuella negativa effekter. Hälsoappen på iPhones, Apple Watch och iPads använder detta från och med 2019. Dessa innehåller även Apples hörselstudie, som är en del av forsknings-appen som genomförs i samarbete med Michigans folkhälsouniversitet. Data delas med Make Listening Safe-initiativet från WHO. Preliminära resultat som släpptes i mars 2021, ett år in i studien, visade att 25 % av deltagarna upplevde ringningar i öronen några gånger i veckan eller mer, 20 % av deltagarna har hörselnedsättning, och 10 % har symptom som är typiska för bullerinducerad hörselnedsättning. Nästan 50 % av deltagarna rapporterade att de inte hade fått sin hörsel testad på minst 10 år. När det gäller exponeringsnivåer upplevde 25 % av deltagarna hög miljöljudsexponering.
Den internationella elektrotekniska kommissionen (IEC) publicerade den första europeiska standarden IEC 62368–1 för personliga ljudsystem 2010. Där definierade de säkra utgångsnivåer för PLS som 85 dB eller mindre, samtidigt som användarna kan öka volymen till maximalt 100 dBA. När användare höjer volymen till maximal nivå specificerar standarden att en varning ska dyka upp för att varna lyssnaren om risken att drabbas av hörselproblem.
2018 års ITU- och WHO-standard H.870  fokuserar på hanteringen av veckolig exponering av ljud. Denna standard baserades på EN 50332-3-standarden som beskriver "Ljudsystemutrustning: hörlurar och hörlurar förknippade med personliga musikspelare – mätmetod för maximal ljudtrycksnivå – Del 3: mätmetod för ljuddoshantering". Denna standard definierar en säker lyssningsgräns som en veckovis exponering motsvarande 80 dBA under 40 timmar/vecka.

#### Potentiella skillnader hos barn

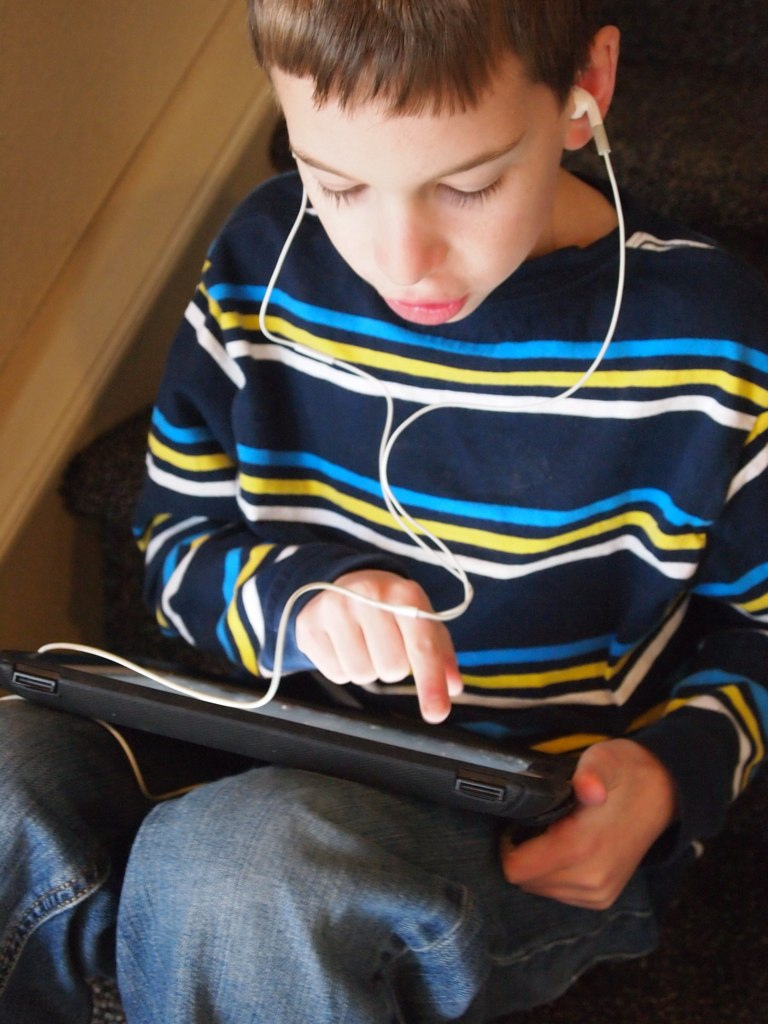
Barn i grundskolan som använder hörlurar.

Den frekventa användningen av PLS bland barn har väckt oro över de potentiella riskerna som kan vara förknippade med sådan exponering. En systematisk översikt och metaanalys publicerad 2022 uppmärksammade en ökad förekomst av risk för hörselnedsättning jämfört med 2015 års uppskattning hos ungdomar mellan 12 och 34 år som utsätts för höga ljudtrycksnivåer (SPL) via hörlurar och underhållningsrelaterade aktiviteter. Författarna inkluderade artiklar publicerade mellan 2000 och 2021 som rapporterade osäkra lyssnarmetoder. Antalet unga människor som kan löpa risk att drabbas av hörselnedsättning i världen har uppskattats utifrån uppskattad global befolkning i åldern 12 till 34 år. Trettiotre studier (motsvarande data från 35 journaler och 19 046 individer) inkluderades; 17 av dessa fokuserade på användningen av PLS, och 18 på bullriga nöjesställen. Den sammanslagna uppskattningen av exponering för osäkert lyssnande via PLS var 23,81%. Modellen justerades efter exponeringens intensitet och tid för att fastställa en uppskattad prevalens på 48,2%. Det uppskattade antalet unga människor i världen som riskerar att drabbas av hörselnedsättning på grund av osäker lyssning varierade från 0,67 till 1,35 miljarder. Författarna drog slutsatsen att osäker lyssning är mycket vanliga över hela världen och kan innebära att över 1 miljard unga människor löper risk för hörselnedsättning.
Det finns ingen konsensus om den acceptabla risken för bullerinducerad hörselnedsättning hos barn; och riskkriterier för vuxna är eventuellt olämpliga för att fastställa säkra lyssningsnivåer hos barn. Detta på grund av skillnader i fysiologi, samt den potentiella påverkan på tal- och språkutvecklingen som kan uppstå till följd av hörselnedsättning tidigt i livet. Ett av försöken att identifiera säkra nivåer antog att den mest lämpliga gränsen för fritidsbullerexponering hos barn skulle ha som mål att skydda 99 % av barnen från en hörselförsämring större än 5 dB vid 4 kHz efter 18 års bullerexponering. Med hjälp av uppskattningar från International Organization for Standardization (ISO 1999:2013) beräknade författarna att 99% av barn som exponeras av en genomsnittsnivå (LEX) vid 82 dBA från födseln till 18 års ålder skulle ha hörtrösklar på cirka 4,2 dB högre, vilket indikerar en försämring av hörselförmågan. Genom att inkludera en säkerhetsmarginal på 2 dBA som minskar 8-timmars exponeringstillägget till 80 dBA, uppskattade studien en hörselförändring på 2,1 dB eller mindre hos 99% av barnen. För att bevara hörseln från födseln till 18 års ålder rekommenderades att bullerexponeringen begränsas till 75 dBA under en 24-timmarsperiod. Andra forskare rekommenderade att den veckovisa ljudexponeringen begränsas till motsvarande 75 dBA i 40 timmar/vecka för barn och användare som är känsliga för intensiv ljudstimulering.

### Personliga ljudförstärkningsprodukter (PSAP)
Personliga ljudförstärkningsprodukter är avsedda att användas av personer med normal hörsel i behov av extra förstärkning, exempelvis vid fågelskådning eller jakt. Utgångsnivåerna för 27 PSAP:er som var kommersiellt tillgängliga i Europa analyserades under 2014. Samtliga hade en maximal uteffekt som översteg 120 dB SPL; 23 (85%) översteg 125 dB SPL, medan 8 (30%) översteg 130 dB SPL. Ingen av de analyserade produkterna hade ett nivåbegränsande alternativ.
Rapporten resulterade i utvecklingen av ett par standarder för dessa enheter. ANSI/CTA-standarden 2051-2017 som beskrev personliga ljudförstärkningsprodukters effektkriterier publicerades 2017. Standarden specificerade en maximal ljudtrycksnivå på 120 dB SPL. Under 2019 publicerade ITU standarden ITU-T H.871, vid namn "Safe listening guidelines for personal sound amplifiers". Denna standard rekommenderar att PSAP mäter den veckovisa ljudexponeringen och håller sig till ett veckomax på mindre än 80 dBA i 40 timmar. PSAP:er som inte kan mäta veckovis ljudexponering bör begränsa enhetens maximala uteffekt till 95 dBA. Standarden rekommenderar också att PSAP:er tillhandahåller tydliga varningar i sina användarhandböcker, förpackningar och annonser som nämner riskerna för hörselskador som kan uppstå vid användning av enheten och ger information om hur man undviker dessa. Ett tekniskt dokument som beskriver hur man kan testa huruvida personliga ljudsystem/enheter överensstämmer med de väsentliga/obligatoriska och valfria funktionerna i rekommendation ITU-T H.870 publicerades 2021.

### Nöjesställen

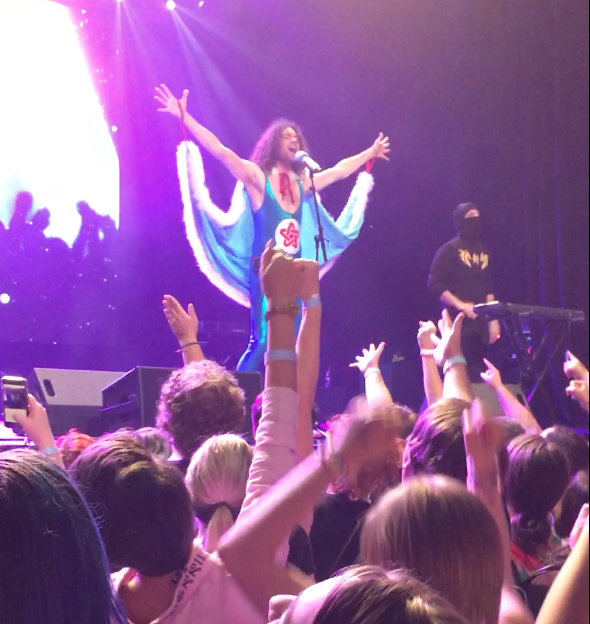
Rockkonsert på nöjesställe inomhus.

Både de som arbetar i musikbranschen och de som njuter av musik på arenor och evenemang kan löpa risk att utveckla hörselproblem. Under 2019 publicerade WHO en rapport som sammanfattar regler för kontroll av ljudexponering på nöjesställen i Belgien, Frankrike och Schweiz. Fallstudierna publicerades som ett första steg mot utvecklingen av ett regelverk för kontroll av ljudexponering på nöjesställen. Under 2020 beskrev ett par rapporter exponeringsscenarier och procedurer som används under underhållningsevenemang. Dessa tog hänsyn till säkerheten för dem som besöker ett evenemang, de som yrkesmässigt exponeras för högintensiv musik, såväl som de i omgivande kvarter. Tekniska lösningar, praxis för övervakning och ljud på scen presenteras, liksom problemen med att upprätthålla miljöbullerregler i stadsmiljö, med landspecifika exempel.
Flera olika föreskrifter har implementerats för att hantera ljudnivåer och minimera risken för hörselskador för de som besöker musikställen. En rapport som publicerades 2020 identifierade 18 bestämmelser om ljudnivåer på nöjesställen – 12 från Europa och resten från städer eller delstater i Nord- och Sydamerika. Lagstiftningar inkluderar: ljudnivåbegränsningar, ljudexponeringsövervakning i realtid, obligatorisk leverans av hörselskydd, skyltnings- och varningskrav, begränsningar för högtalarplacering, samt säkerställande av att besökare har tillgång till tysta zoner eller viloplatser. Framgången hos dessa åtgärder har inte utvärderats, men anpassningen av tillvägagångssätten som beskrivs ovan överensstämmer med de allmänna principerna för den kontrollhierarki som används för att hantera exponering för buller på arbetsplatser.
Besökare av musikställen har angett att de föredrar lägre ljudnivåer och kan vara mottagliga när öronproppar tillhandahålls eller finns tillgängliga. Denna upptäckt kan vara region- eller landsspecifik. Under 2018 publicerade Centers for Disease Control and Prevention i USA resultaten av en undersökning bland vuxna i USA relaterad till användningen av hörselskydd under exponering för höga ljud vid fritidsevenemang. Sammantaget rapporterade fler än fyra av fem att de aldrig eller sällan hade på sig hörselskydd när de deltog i ett högljutt idrotts- eller underhållningsevenemang. Vuxna i åldern 35 år och äldre var signifikant mer benägna att inte använda hörselskydd än unga vuxna i åldern 18–24 år. Bland vuxna som ofta besöker sportevenemang var det dubbelt så stor risk för kvinnor än män att inte använda hörselskydd. Vuxna som var mer benägna att bära skydd hade åtminstone någon högskoleutbildning eller hade högre inkomst. Vuxna med hörselnedsättning eller med en döv eller hörselskadad hushållsmedlem var betydligt mer benägna att använda hörselskydd.
Det finns stora utmaningar med att implementera åtgärder för att minska riskerna för hörseln på nöjesställen – oavsett om det sker genom obligatoriska eller frivilliga riktlinjer, med eller utan verkställighet. Det kräver engagemang från många olika yrkesgrupper och engagemang från både platschefer och användare. WHO och ITU Global Standard for Venues and Events som publicerades på världshörseldagen 2022 erbjuder resurser för att underlätta eventuella åtgärder. Standarden beskriver sex åtgärder som rekommenderas för säkra lyssningsplatser och evenemang. Standarden kan användas av regeringar för att implementera lagstiftning, av ägare och chefer för arenor och evenemang för att skydda sin kundkrets och av ljudtekniker, och annan personal.
En undersökning från 2023 visade att vuxna i USA är medvetna om riskerna med hög ljudexponering vid konserter och andra evenemang. Resultaten visade på att det finns ett intresse för skyddsåtgärder, såsom att begränsa ljudnivåer, sätta upp varningsskyltar och bära hörselskydd. 54% av studiedeltagarna instämde i att ljudnivåer på konsertlokaler bör begränsas för att minska risken för hörselproblem, 75% instämde i att varningsskyltar borde sättas upp när ljudnivåerna sannolikt överstiger säkra nivåer, och 61% av de tillfrågade angav att de skulle bära hörselskydd om det erbjuds när ljudnivåerna sannolikt överstiger säkra nivåer.

## Personliga åtgärder
Samtidigt som att etablera effektiva hälsoinsatser för folk- och samhällen, införa lämpliga lagar och förordningar, och att utveckla relevanta standarder för lyssnings- och ljudsystem för att skapa en samhällelig infrastruktur för säkert lyssnande, kan individer vidta åtgärder för att säkerställa att deras personliga lyssningsvanor minimerar risken för hörselpåverkan. Personliga lyssningsstrategier inkluderar:
- Lyssna på PLS på säkra nivåer, såsom 60 % av volymen. Brusreducerande hörlurar och ljudisolerande hörlurar kan hjälpa till att undvika att höja volymen för att överrösta högt bakgrundsljud.
- Ljudmätningsappar kan hjälpa en att ta reda på hur högt ljudet är. Om man inte mäter ljudnivåerna är en bra tumregel att ljud är potentiellt farliga om en måste att tala med höjd röst för att höras av någon på en armlängds avstånd. Att flytta bort från ljudet eller använda hörselskydd är metoder för att minska riskerna.
- Att övervaka mängden tid som spenderas i högljudda aktiviteter hjälper en att hantera risker. När det är möjligt, ta en paus mellan exponeringarna så att öronen kan vila och återhämta sig.
- Håller utkik efter varningstecken på hörselnedsättning. Tinnitus, svårigheter att höra högfrekventa ljud (som fågelsång, syrsor eller mobiltelefonaviseringar ) och problem med att förstå tal i bakgrundsljud kan vara indikatorer på hörselnedsättning.
- Testa din hörsel regelbundet. Hörselskadades Riksförbund (HRF) rekommenderar följande intervaller för kontroll av hörseln hos barn: Nyfödda (på BB), 7-9 månader, 4 år, 6 år (inför skolstart), 10 år, 13 år, 16 år. Därefter rekommenderas man att testa hörseln minst vart femte år i åldern 18-44, vart tredje år i åldern 45-59, och minst vartannat år efter att man fyllt 60.[76] Hörseln bör testas tidigare om några varningssignaler uppstår.[75][77]

Att lära barn och unga vuxna om riskerna med överexponering för starka ljud och hur man tränar säkra lyssningsvanor kan hjälpa till att skydda deras hörsel. Det är även viktigt med goda förebilder som själva tänker lyssningssäkert och har ett lyssningssäkert beteende. Vårdpersonal har möjlighet att utbilda patienter om relevanta hörselrisker för att främja säkra lyssningsvanor. Som en del av sin hälsofrämjande verksamhet kan audionomer och andra specialister rekommendera lämpliga hörselskydd vid behov och tillhandahålla information, utbildning och utprovning för att säkerställa att individer är tillräckligt men inte överdrivet skyddade. Att bära öronproppar på konserter har visat sig vara ett effektivt sätt att minska tillfälliga hörselförändringar efter konserten.